# استالستاون (پنسیلوانیا)
استالستاون (به انگلیسی: Stahlstown) یک منطقهٔ مسکونی در ایالات متحده آمریکا است که در پنسیلوانیا قرار دارد.